# 子供が寝たあとで
『子供が寝たあとで』（こどもがねたあとで）は日本テレビ系列で1992年4月18日 - 6月27日に土曜グランド劇場枠で放送されたテレビドラマ。

## 概要
童話作家・ホテルの営業マン・バーテンダーの3人の女好きな男が、恋愛を絡めながら、それぞれの子供と計6名で共同生活を送るという、ハートフルコメディー。
当時、『NNNきょうの出来事』のキャスターを務めていたジャーナリストの櫻井よしこがナレーションを務めたことでも有名（作中でも本人役でも出演）。
なお、今日に至るまでDVD化はされていないが、2023年にCSの日テレプラスで再放送されている。
2017年9月にも同チャンネルにて平日24:00~25:00にて放送された（提供クレジットはないが、クレジット画面とエンドカードも放送）。

## 登場人物・キャスト
広瀬 太郎（ひろせ たろう） - 柴田恭兵
職業は童話作家だが、子供と接する事が苦手な遊び人。あまり特定の恋人は作らず、数々の女性と“一夜限りの関係”だけで済ませるという気ままな独身貴族生活を送っていた。が、「5年前にあなた（＝広瀬）から頂いたもの」だという幼稚園児・健太郎を突然押し付けられ、全く未経験の育児に翻弄される内に、子供や自らの作品に対して考えを変えていく。「前世で！（君と逢った）」と言うのが、お決まりのナンパ文句。
佐竹 涼介（さたけ りょうすけ） - 三浦洋一
戸建一軒家を持つ、ホテルの営業部副部長（ヨコハマグランドインターコンチネンタルホテル。作中でも「インターコンチネンタルホテル」の名称が使われている）。あまりの浮気癖が祟って妻に家出されてしまい、残されていた幼稚園児の一人娘・さゆりのことは、これまで妻に任せっきりで全く勝手が分からなかったため、途方に暮れる事になる。「君と僕、結ばれる運命なんだ」が、お決まりの口説き文句。
中沢 秀樹（なかざわ ひでき） - 風間トオル
バーテンダー。住んでいたアパートが突然取り壊され、ごく少数の身の回りのものだけで愛娘・あかねと放り出されてしまう。そこであかねのクラスメイトである子供たちに手を焼いていた広瀬や佐竹の窮状を知り、仕事がある夜までの子供3人の世話と基本的な家事を引き受ける代わりに、佐竹宅であかねと共に居候するという取引を持ち掛ける。育児も家事も好きらしく、広瀬や佐竹のいい加減な子供たちへの接し方にはしばしば口出しする事も。気に入った客の女性には、先立たれた妻に似ていると声を掛けては“フローレンス…（相手の名前）”と名付けたカクテルを差し出し、口説き落とす。その為、太郎と涼介から「フローレンス中沢」と呼ばれている。
広瀬 健太郎（ひろせ けんたろう） - 好美大
ある晩、広瀬がナンパした女が残していった、未だおもらし癖の抜けない幼稚園児。母に教え込まれて、父の事を訊かれると決まって「広瀬 太郎、もうすぐ40(歳)です！」と答える。広瀬には頑なに親子である事を否定されているが、純粋に慕っており、笑顔はそっくり。
佐竹 さゆり（さたけ さゆり）- 古屋亜衣実
佐竹の一人娘の幼稚園児で、健太郎のクラスメイト。あまりに涼介が家庭を顧みなかった為、若干父の顔を忘れる。
中沢 あかね（なかざわ あかね）- 大野麻那
中沢の一人娘の幼稚園児で、健太郎のクラスメイト。父親達の同盟により、佐竹宅に居候する事になる。いつも胸に下げているロケットペンダントには、他界した母の写真が入っている。
河野 玲子（こうの れいこ） - 床嶋佳子
出版社の美人編集。担当する広瀬とはいい仲であり、公私共に世話を焼いている。涼介とは元恋人同士。
伊藤 すみれ（いとう すみれ） - 山口智子
広瀬達の子供3人が通う、世田谷の若葉幼稚園の先生。広瀬のファンで、健太郎への接し方を心配して押し掛けている内に好意を抱き、何かと広瀬の元へ来るようになる。
新庄 優子（しんじょう ゆうこ） - 七瀬なつみ
佐竹が沖縄でナンパした、酒癖の悪い愛人。職場や自宅にまで押し掛けるようになるトラブルメーカーではあるが、さゆりの心配をする人の良い面もある。
藤森 美菜 - 荒井乃梨子
良家の令嬢で、中沢の先立たれた妻に似ている事から、一目ぼれされる。中沢に告白されるが、「タイプじゃない」とあっさり断る。
佐竹 伊都子 - 金沢碧
涼介の妻。「区役所に行ってきます」の書置きとさゆりを残し、突然蒸発してしまう。後に送られて来たビデオレターで、あまりの浮気癖の悪さに辟易しての家出であることを明かす。
土屋 真弓（つちや まゆみ） - かとうかずこ
34歳。健太郎の母。ある日広瀬がナンパした思わせ振りな女で、一晩を共にした翌朝、5年前に広瀬との間にもうけた健太郎と、育児を頼む旨の手紙を残して姿を消す。
ナレーション - 櫻井良子（現・櫻井よしこ）

## スタッフ
- 脚本：伴一彦
- 音楽：杉本竜一
- 主題歌：「もう恋なんてしない」槇原敬之
- プロデュース：田中芳樹、佐藤敦
- 演出：雨宮望、井上健、池添博、倉田貴也
- 制作協力：にっかつ撮影所
- 製作著作：日本テレビ

## 放送日程
| 話数 | 放送日         | サブタイトル     | 演出     |
| ---- | -------------- | ---------------- | -------- |
| 1    | 1992年 4月18日 | 関係ないね！     | 雨宮望   |
| 2    | 4月25日        | 一緒に住もうよ！ | 雨宮望   |
| 3    | 5月2日         | おねしょすんなよ | 雨宮望   |
| 4    | 5月9日         | どーする？母の日 | 井上健   |
| 5    | 5月16日        | もう我慢できない | 倉田貴也 |
| 6    | 5月23日        | 体が目的なんだ！ | 雨宮望   |
| 7    | 5月30日        | 決めてやる！今夜 | 池添博   |
| 8    | 6月6日         | 絶対取ってやる！ | 井上健   |
| 9    | 6月13日        | 洗濯物が乾かない | 倉田貴也 |
| 10   | 6月20日        | 区役所が怒った!? | 雨宮望   |
| 11   | 6月27日        | 恋なんてしない！ | 雨宮望   |